# Бабакулієв Дурдимурат
Дурдимурат Бабакулієв (8 серпня 1955, селище Дейнау Дейнауського району Чарджоуської області, тепер місто Дянев Лебапського велаяту, Туркменістан) — туркменський радянський діяч, електрозварювальник тресту «Туркменсхіднафтобуд» Туркменської РСР. Член ЦК КПРС у 1990—1991 роках.

## Життєпис
У 1974 році закінчив сільське профтехучилище № 16 в місті Чарджоу Туркменської РСР.
У 1974—1975 роках — електромонтер сірчаного комбінату селища Гаурдак Чаршангинського району Чарджоуської області.
З 1975 по 1977 рік служив у Радянській армії.
У 1977—1979 роках — електромонтажник Дейнауського районного міжколгоспбуду Чарджоуської області.
З 1979 року — електрозварювальник тресту «Туркменсхіднафтобуд» у місті Чарджоу Туркменської РСР.
Член КПРС з 1982 року.
Подальша доля невідома.